# Siegfried Ernst Miederer
Siegfried Ernst Miederer (* 1942 in Berlin) ist ein deutscher Gastroenterologe.

## Leben und Werk
Von 1952 bis 1962 besuchte Siegfried Miederer die Volksschule und das Ohm-Gymnasium in Erlangen und studierte Medizin an der Friedrich-Alexander-Universität Erlangen-Nürnberg. Dort wurde er 1968 promoviert. Von 1968 bis 1970 war er Assistenzarzt an der Medizinischen Universitätsklinik in Erlangen unter Ludwig Demling und von 1970 bis 1974 an der Medizinischen Poliklinik der Universität Bonn unter Walter Siegenthaler. Hier habilitierte er sich 1976 im Fach Innere Medizin. Seit 1972 ist er mit Ute Miederer, geborene Wernicke, verheiratet und hat einen Sohn.
Von 1976 bis 1987 war er Oberarzt und Leiter der Gastroenterologischen Abteilung der Medizinischen Poliklinik der Universität Bonn unter Friedrich Krück. 1979 wurde er zum apl. Professor der Universität Bonn ernannt. Von 1987 bis 2006 leitete er als Chefarzt die Medizinische Klinik mit Schwerpunkt Gastroenterologie am Evangelischen Krankenhaus Bethel, Klinikum der Universität Bielefeld. 2000 war er Präsident der Gesellschaft für Gastroenterologie in Nordrhein-Westfalen.
In 3 DFG-Programmen bestand sein wissenschaftlicher Schwerpunkt in der Korrelation zwischen Magenphysiologie und Morphologie. An der Bonner Universität hat er erstmals 1976 ein Desinfektionsgerät für flexible Endoskope entwickelt (ausgestellt im Deutschen Museum Bonn) und erstmals 1976 endoskopisch eine Choledochocele transpapillär gespaltet. Er entwickelte den Begriff der Bikarbonat-Batterien der Magenschleimhaut und die Grundlagen für das Bikarbonatsystem des Gastrointestinaltraktes. Der Ammoniaksprung des Helicobacter pylori erklärt die entscheidende Phase in der Entstehung von Magen- und Duodenalulcera
Er gilt zudem als Mitentdecker des Haptoglobins.
Miederer hat ca. 300 Publikationen veröffentlicht und 13 Lehrbücher in 5 Sprachen verfasst.
2016 veröffentlichte er unter dem Titel Arme Schlucker – wahre Geschichten aus dem Leib gezogen. ein vielbeachtetes Buch mit Anekdoten aus seinem Berufsleben.